# Kusejr Amra
Kusejr Amra (arabsky اقصير عمرة‎ – Quṣair ʿAmra) je zřícenina pouštního paláce, který v první polovině 8. století nechal vybudovat umájovský korunní princ al Valíd, který později krátce vládl jako kalífa Al-Valíd II. Leží v Jordánsku zhruba 70 km východně od Ammánu a představuje jeden z nejcennějších pozůstatků rané arabské architektury a umění.
Jeho znovuobjevení v roce 1898 moravským orientalistou Aloisem Musilem představovalo obrovskou senzaci, neboť fresky v zámečku nalezené vůbec neodpovídaly představám o vývoji arabské kultury (zahrnovaly lidské postavy, včetně například koupajících se žen). V roce 1985 byla tato památka prohlášena za součást světového dědictví pod ochranou UNESCO.

## Ukázky dokumentace zámku od Aloise Musila z roku 1907

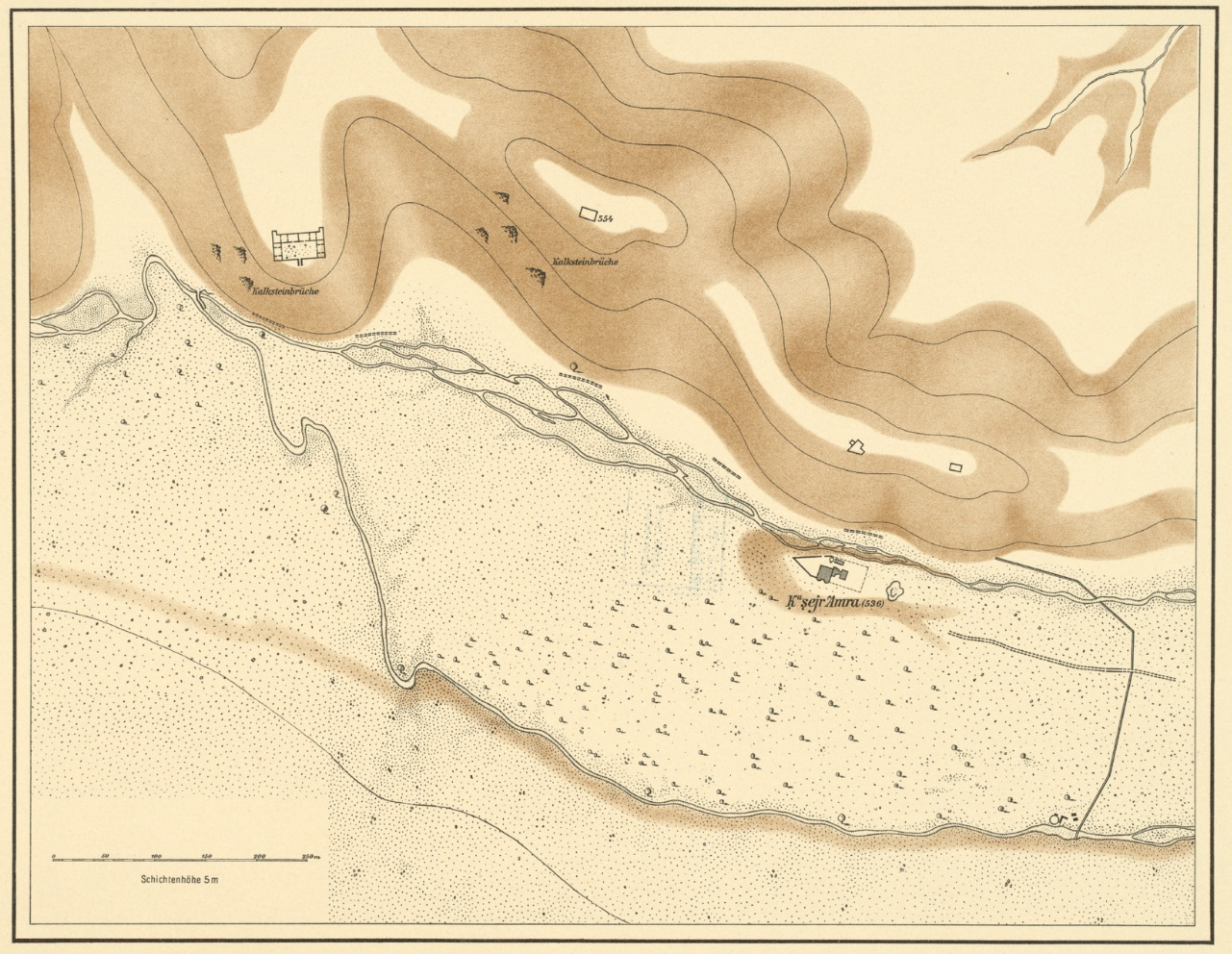
Situace
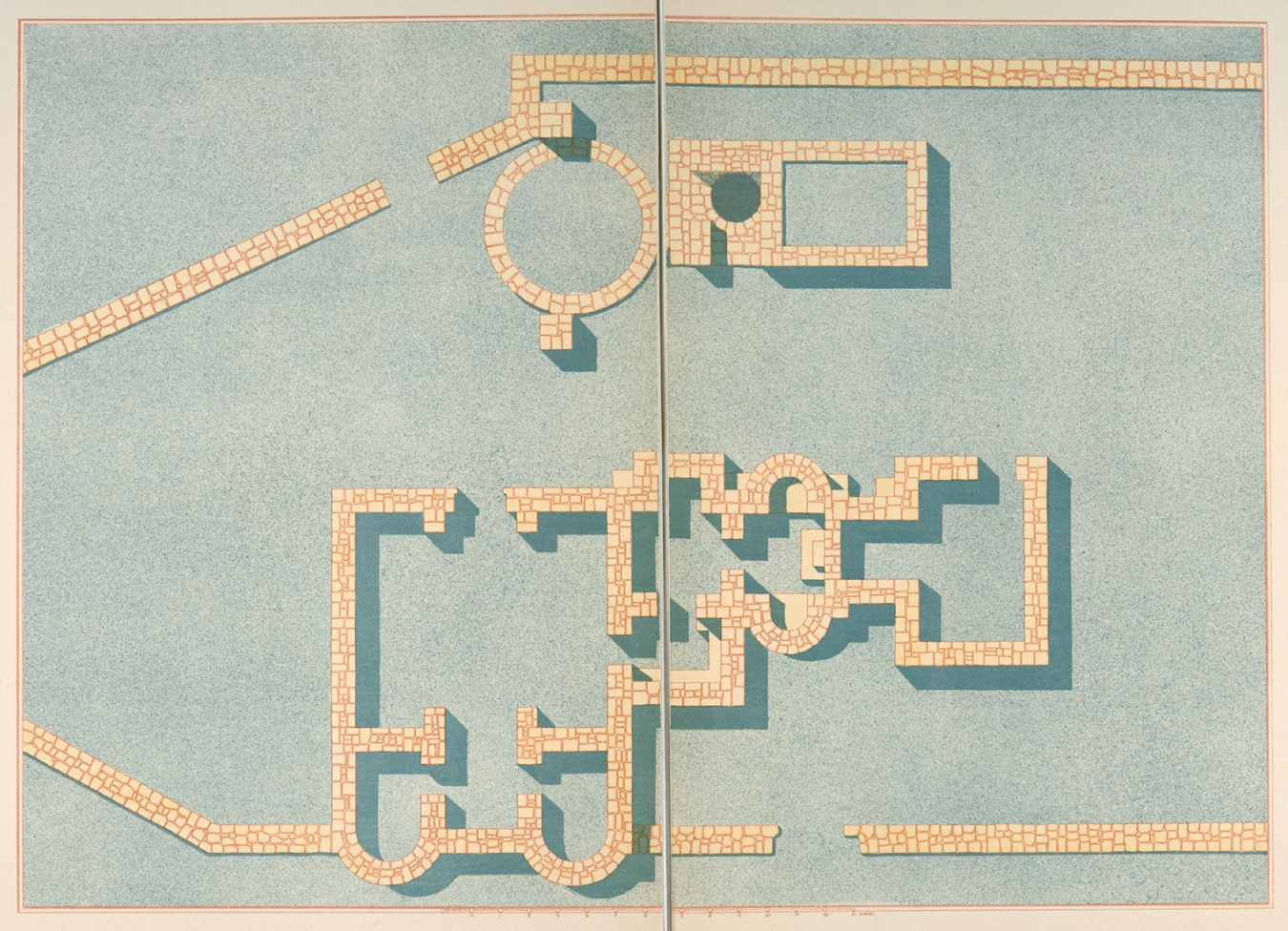
Půdorys
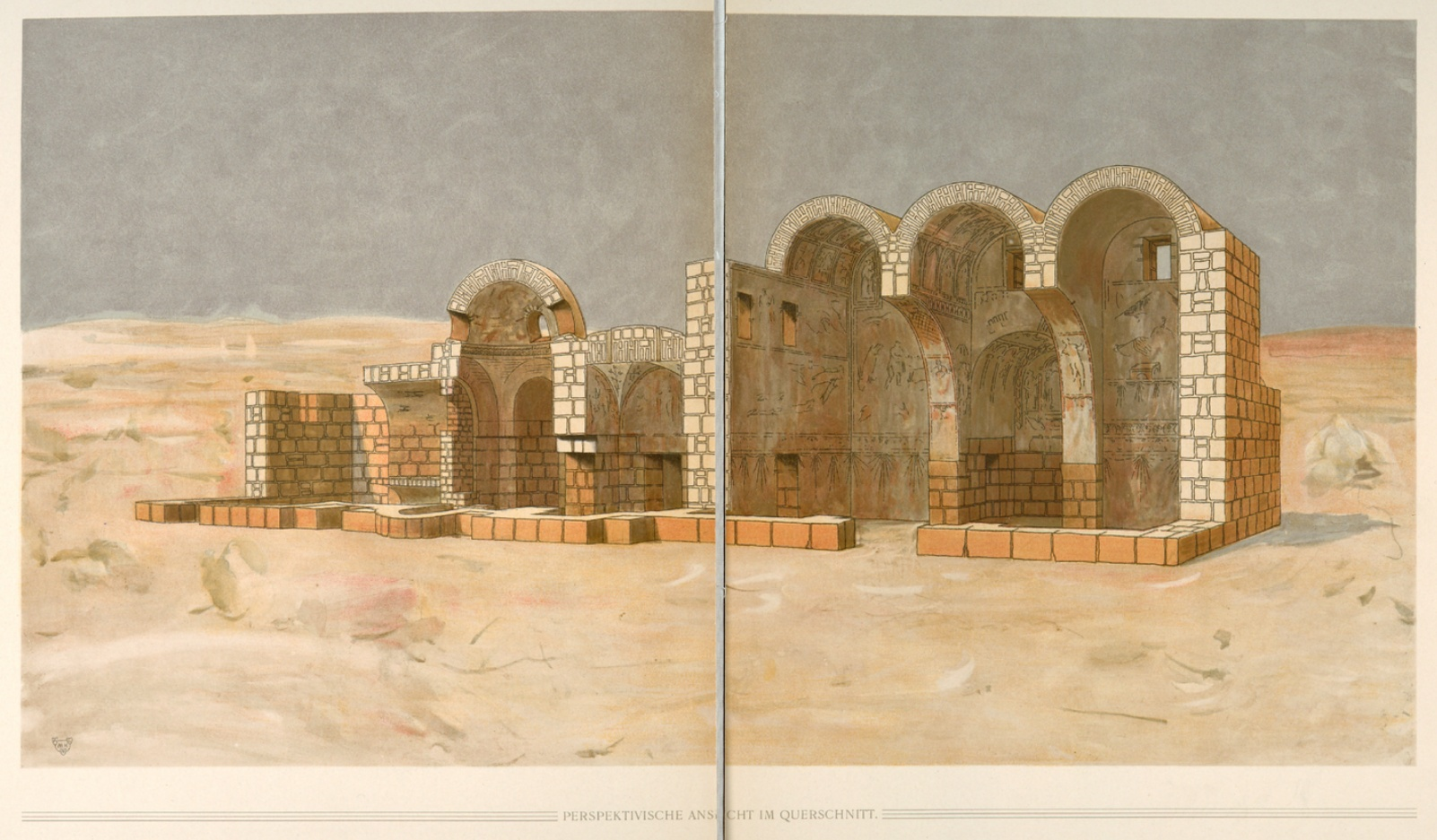
Perspektiva příčného řezu
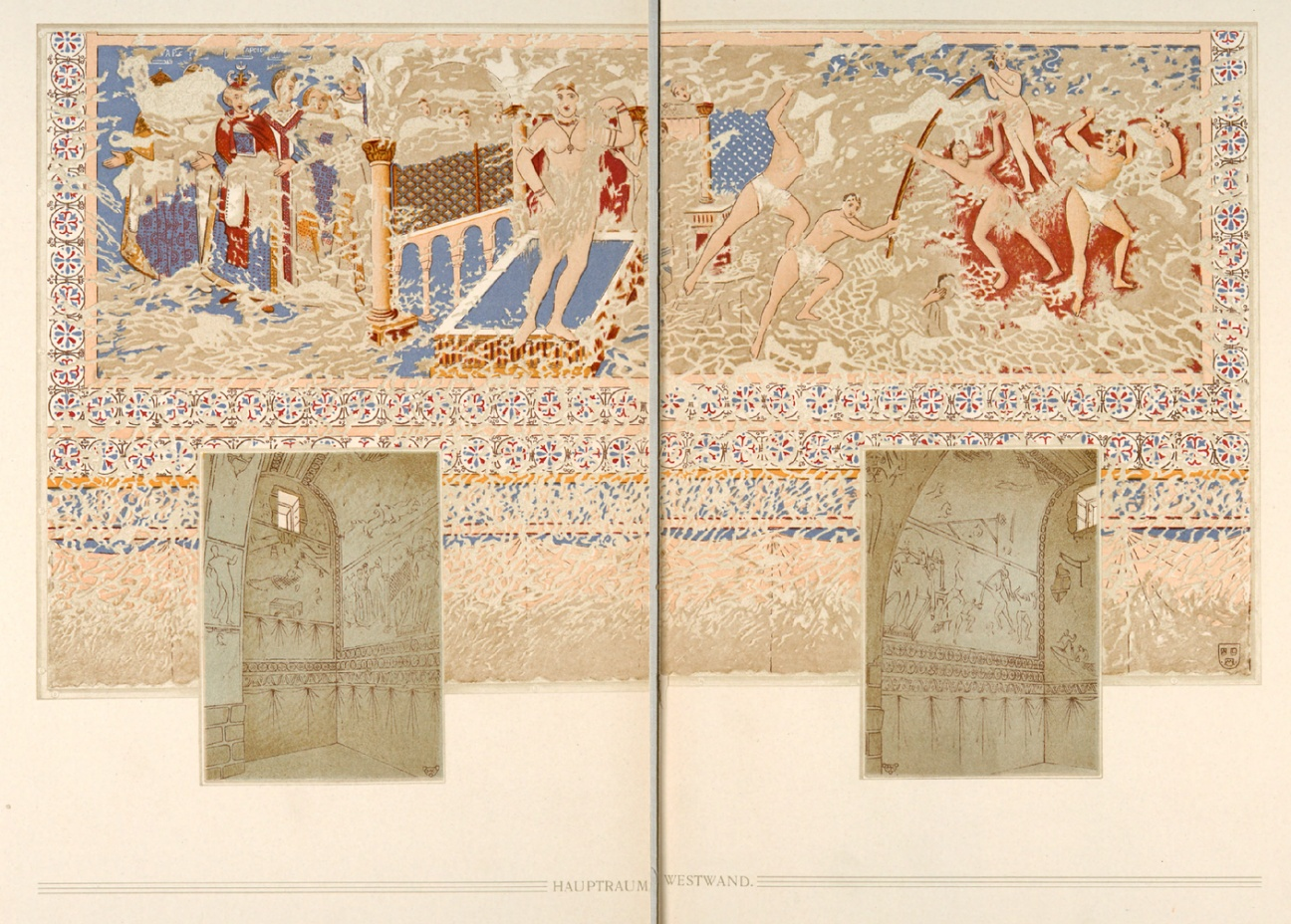
Freska znázorňující "Scény z dvorského života"
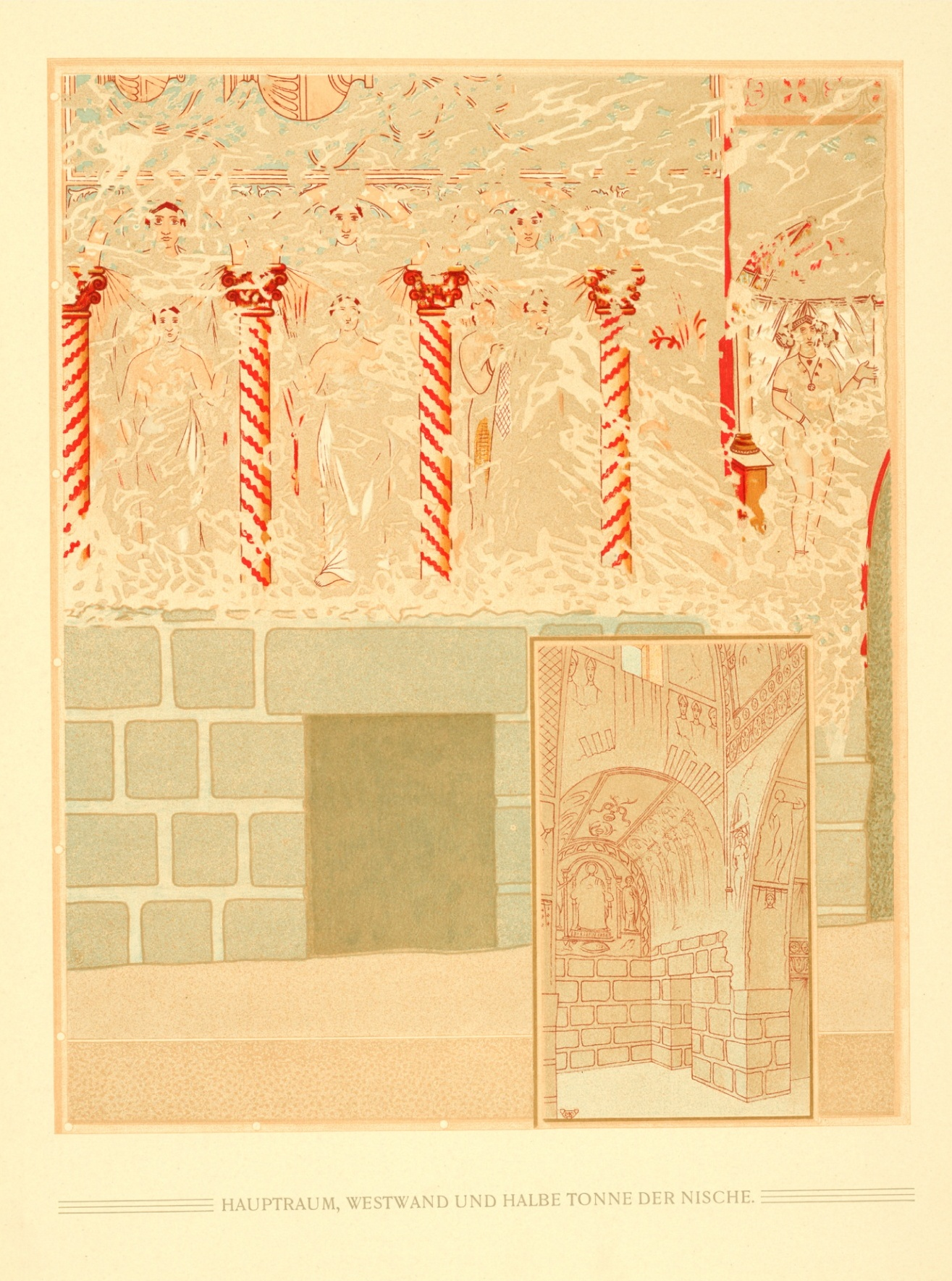
Freska zobrazující dobové krásky